# Hautajärvi, Salla
Hautajärvi är en ort i Salla kommun i landskapet Lappland i Finland. Hautajärvi utgjorde en tätort (finska: taajama) vid folkräkningen 1960. Tätorten hade då 391 invånare och omfattade en landareal av 3,40 kvadratkilometer. Antalet byggnader i tätorten utgjorde 56 och bostadslägenheternas antal utgjorde 71.
Hautajärvi ligger drygt 10 kilometer från gränsen till Kuusamo kommun och landskapet Norra Österbotten.